# الرحيبة (فرع العدين)

تعديل مصدري - تعديل

الرحيبة محلة تابعة لقرية الهيجة، التابعة لعزلة الاهمول بمديرية فرع العدين إحدى مديريات محافظة إب في الجمهورية اليمنية، بلغ تعداد سكانها 161 حسب تعداد اليمن لعام 2004.